# Eygliers
Ne doit pas être confondu avec Eygalières, Eyguières ou Eygaliers.
Eygliers est une commune française située dans le département des Hautes-Alpes en région Provence-Alpes-Côte d'Azur.

## Géographie

### Localisation
Le village est à proximité de la place forte de Mont-Dauphin (érigée par Vauban en 1693), qui constitue une commune totalement enclavée dans celle d'Eygliers. Il est situé à 6 km de Guillestre et 2 km de Mont-Dauphin.

### Géologie et relief
Le village d'Eygliers est membre du Parc naturel régional du Queyras.
La place-forte de Mont-Dauphin a été inscrite en juillet 2008 par l’UNESCO sur la liste du patrimoine mondial, avec onze autres sites édifiés par Vauban sur le territoire français. Partant du constat que les dispositifs de protection actuels ne couvrent qu'imparfaitement l'environnement paysager du bien, le plan de gestion, de conservation et de développement durable du site de Mont-Dauphin prévoit la mise en place d'une zone tampon autour de la place-forte.

### Sismicité
La commune est située dans une zone de sismicité moyenne,.

### Hydrographie et les eaux souterraines

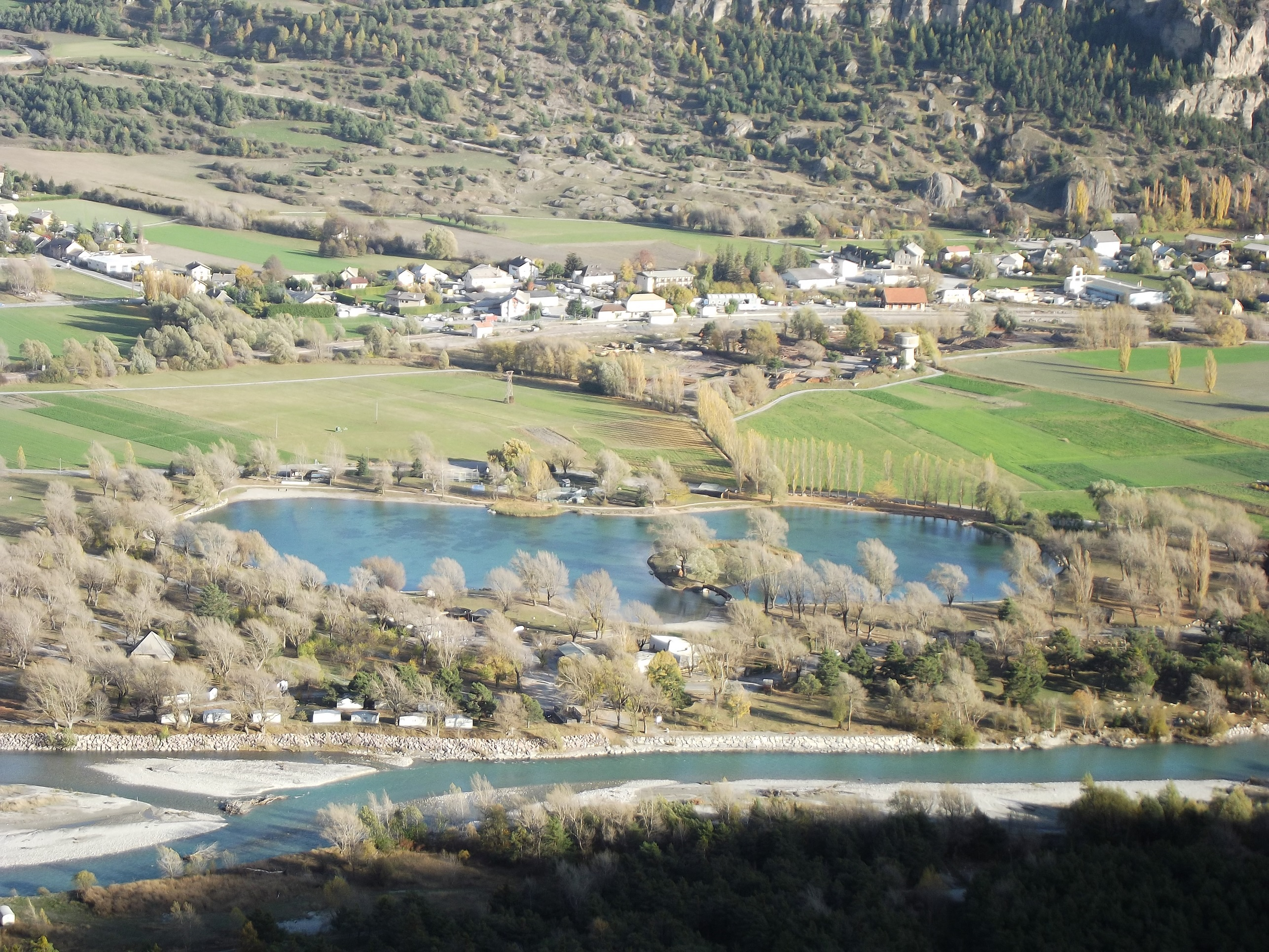
Plan d'eau d'Eygliers.

Cours d'eau sur la commune ou à son aval :
- rivière la Durance[5],
- Plan d'eau d'Eygliers,
- torrents le Guil[6], de la Valette, le Cristillan, de Garnier, de la Reynaude, de Rastel, le Bachas, de la Combe Loubatière, de Palps,
- ruisseau le Riéou.

Eygliers dispose d'une station d'épuration d'une capacité de 20 000 équivalent-habitants.

### Climat
Pour des articles plus généraux, voir Climat de Provence-Alpes-Côte d'Azur et Climat des Hautes-Alpes.
En 2010, le climat de la commune est de type climat des marges montargnardes, selon une étude du Centre national de la recherche scientifique s'appuyant sur une série de données couvrant la période 1971-2000. En 2020, Météo-France publie une typologie des climats de la France métropolitaine dans laquelle la commune est exposée à un climat de montagne ou de marges de montagne et est dans la région climatique Alpes du sud, caractérisée par une pluviométrie annuelle de 850 à 1 000 mm, minimale en été.
Pour la période 1971-2000, la température annuelle moyenne est de 9 °C, avec une amplitude thermique annuelle de 17,9 °C. Le cumul annuel moyen de précipitations est de 814 mm, avec 7,1 jours de précipitations en janvier et 6,2 jours en juillet. Pour la période 1991-2020, la température moyenne annuelle observée sur la station météorologique de Météo-France la plus proche, « St Crépin », sur la commune de Saint-Crépin à 4 km à vol d'oiseau, est de 10,0 °C et le cumul annuel moyen de précipitations est de 743,9 mm. 
La température maximale relevée sur cette station est de 38,3 °C, atteinte le 23 août 2023 ; la température minimale est de −20,6 °C, atteinte le 18 décembre 2010,,.
Les paramètres climatiques de la commune ont été estimés pour le milieu du siècle (2041-2070) selon différents scénarios d'émission de gaz à effet de serre à partir des nouvelles projections climatiques de référence DRIAS-2020. Ils sont consultables sur un site dédié publié par Météo-France en novembre 2022.

### Communes limitrophes
|                        | Saint-Crépin | Arvieux |
| Réotier                | Eygliers     |         |
|                        | Guillestre   |         |
| Enclave : Mont-Dauphin |              |         |

### Voies de communications et transports

#### Voies routières
- Le premier hameau habité d'Eygliers a été "La Font d'Eygliers" sur une ancienne voie de circulation qui traversait les Alpes.
- Commune desservie par la N 94 et la D 371[15].

#### Transports en commun
- Transport en Provence-Alpes-Côte d'Azur
- Gare d'Eygliers dite gare de Gare de Montdauphin - Guillestre[16].
- Transports en commun régionaux Zou ![17].

## Urbanisme

### Typologie
Au 1er janvier 2024, Eygliers est catégorisée commune rurale à habitat dispersé, selon la nouvelle grille communale de densité à 7 niveaux définie par l'Insee en 2022.
Elle appartient à l'unité urbaine de Guillestre, une agglomération intra-départementale dont elle est une commune de la banlieue,. La commune est en outre hors attraction des villes,.

### Occupation des sols
Le tableau ci-dessous présente l'occupation des sols de la commune en 2018, telle qu'elle ressort de la base de données européenne d’occupation biophysique des sols Corine Land Cover (CLC).
| Type d’occupation                             | Pourcentage | Superficie (en hectares) |
| --------------------------------------------- | ----------- | ------------------------ |
| Tissu urbain discontinu                       | 1,3 %       | 40                       |
| Prairies et autres surfaces toujours en herbe | 4,9 %       | 177                      |
| Systèmes culturaux et parcellaires complexes  | 8,3 %       | 248                      |
| Forêts de feuillus                            | 0,1 %       | 2                        |
| Forêts de conifères                           | 40,5 %      | 1210                     |
| Forêts mélangées                              | 0,8 %       | 23                       |
| Pelouses et pâturages naturels                | 9,8 %       | 294                      |
| Forêt et végétation arbustive en mutation     | 20,8 %      | 620                      |
| Plages, dunes et sable                        | 0,1 %       | 4                        |
| Roches nues                                   | 5,8 %       | 173                      |
| Végétation clairsemée                         | 7,6 %       | 226                      |
| Source : Corine Land Cover                    |             |                          |

## Toponymie
Eygliers est la francisation du Aigliers occitan alpin.
Le nom de la localité est attesté sous une forme latine Forestum de Eiglerii au XIIIe siècle, De Eigleriis.
Forestum vient du bas-latin forestis et de forum « tribunal » : la forêt relevant de la cour de justice du roi. Un territoire soustrait à l'usage général, dont le roi se réserve la jouissance. Exemple : Forest (Bruxelles). Là il n'y a rien à voir avec les habituels "Forest" de cette région qui eux viennent du latin foras, qui ont donné fora en occitan, francisés en forest signifiant "hors de", désignant des constructions d'estive à l'écart. Ici, dans les Alpes du Sud, pour la forêt ont dit bosc.
Le toponyme Aigliers a pour origine la racine latine Aqua, en patois Aiga (« eau »).
Le débit important de la fontaine du gros, ou une autre source aux caractéristiques remarquables, a pu générer ce toponyme.

## Histoire
Cette paroisse n'en fit qu'une seule jusqu'au XVe siècle avec celle de Saint-Crépin, sous le vocable de Notre-Dame. Le village s'appellera successivement Saint Antoine du Bouchet jusqu'en 1700 (Bouchet est l'ancien nom du plateau de MontDauphin) puis le Quartier du Roy, et enfin Eygliers.
À partir de 1693 Vauban a entrepris la construction de la place forte de Mont-Dauphin. Eygliers s'est détachée de Mont-Dauphin en 1791,.

## Politique et administration

### Budget et fiscalité 2017
En 2017, le budget de la commune était constitué ainsi :
- total des produits de fonctionnement : 1 044 000 €, soit 1 346 € par habitant ;
- total des charges de fonctionnement : 854 000 €, soit 1 101 € par habitant ;
- total des ressources d’investissement : 780 000 €, soit 1 005 € par habitant ;
- total des emplois d’investissement : 515 000 €, soit 603 € par habitant.
- endettement : 340 000 €, soit 438 € par habitant.

Avec les taux de fiscalité suivants :
- taxe d’habitation : 13,59 % ;
- taxe foncière sur les propriétés bâties : 13,41 % ;
- taxe foncière sur les propriétés non bâties : 104,18 % ;
- taxe additionnelle à la taxe foncière sur les propriétés non bâties : 0,00 % ;
- cotisation foncière des entreprises : 0,00 %.

Chiffres clés Revenus et pauvreté des ménages en 2015 : médiane en 2015 du revenu disponible, par unité de consommation : 20 852 €.

### Liste des maires
| Période                                  | Période      | Identité                                                  | Étiquette | Qualité       |
| ---------------------------------------- | ------------ | --------------------------------------------------------- | --------- | ------------- |
| Les données manquantes sont à compléter. |              |                                                           |           |               |
| mars 2001                                | mars 2008    | Denise Galletti puis Agnès Feuillassier puis Louis Abrard | PRG       |               |
| mars 2008                                | mars 2014    | Jean Morel                                                | DVG       |               |
| avril 2014                               | juillet 2020 | Anne Chouvet                                              |           | horticultrice |
| juillet 2020                             | En cours     | Anne Geneviève Chouvet,                                   |           | horticultrice |

### Intercommunalité
Eygliers fait partie :
- de 2001 à 2017, de la communauté de communes du Guillestrois ;
- depuis le 1er janvier 2017, de la communauté de communes du Guillestrois et du Queyras[34].

## Population et société

### Démographie
L'évolution du nombre d'habitants est connue à travers les recensements de la population effectués dans la commune depuis 1793. Pour les communes de moins de 10 000 habitants, une enquête de recensement portant sur toute la population est réalisée tous les cinq ans, les populations de référence des années intermédiaires étant quant à elles estimées par interpolation ou extrapolation. Pour la commune, le premier recensement exhaustif entrant dans le cadre du nouveau dispositif a été réalisé en 2008.

En 2022, la commune comptait 845 habitants, en évolution de +8,89 % par rapport à 2016 (Hautes-Alpes : +0,4 %, France hors Mayotte : +2,11 %).
| 1793 | 1800 | 1806 | 1821 | 1831 | 1836 | 1841 | 1846 | 1851 |
| ---- | ---- | ---- | ---- | ---- | ---- | ---- | ---- | ---- |
| 692  | 672  | 700  | 618  | 750  | 743  | 755  | 780  | 805  |

| 1856 | 1861 | 1866 | 1872 | 1876 | 1881 | 1886 | 1891 | 1896 |
| ---- | ---- | ---- | ---- | ---- | ---- | ---- | ---- | ---- |
| 783  | 739  | 688  | 659  | 671  | 698  | 607  | 571  | 549  |

| 1901 | 1906 | 1911 | 1921 | 1926 | 1931 | 1936 | 1946 | 1954 |
| ---- | ---- | ---- | ---- | ---- | ---- | ---- | ---- | ---- |
| 542  | 512  | 523  | 465  | 442  | 425  | 420  | 403  | 371  |

| 1962 | 1968 | 1975 | 1982 | 1990 | 1999 | 2006 | 2008 | 2013 |
| ---- | ---- | ---- | ---- | ---- | ---- | ---- | ---- | ---- |
| 415  | 414  | 403  | 502  | 596  | 697  | 738  | 749  | 761  |

| 2018 | 2022 | - | - | - | - | - | - | - |
| ---- | ---- | - | - | - | - | - | - | - |
| 806  | 845  | - | - | - | - | - | - | - |

### Enseignement
Établissements d'enseignements :
- École maternelle,
- École primaire,
- Collèges à Guillestre, L'Argentière-la-Bessée, Embrun,
- Lycées à Embrun.

### Santé
Professionnels et établissements de santé :
- Médecins à Guillestre, Risoul,
- Pharmacies à Guillestre, Risoul,
- Hôpitaux à Embrun, Aiguilles, Briançon.

### Manifestations culturelles et festivités
- Le Comité des Fêtes organise chaque 2e mardi du mois une soirée animation jeux de société à la salle polyvalente[40].
- Les veillées d'Eygliers.

### Associations, activités, services
- L'accueil de loisirs sans hébergement[41].
- L'Arbre de vie[42].
- Maison d'assistantes maternelles[43].

### Lieux de cultes
- Culte catholique, Paroisse Eygliers - Gap - Embrun, église Saint-Antoine, Diocèse de Gap et d'Embrun[44].

## Économie
Une centrale hydroélectrique utilisant les eaux du Guil est installée sur la commune depuis 1981.

### Entreprises et commerces

#### Agriculture
- Coopérative agricole laitière Guil et Durance[46].
- Yourtes à la ferme Vauban[47].

#### Tourisme
- La commune est située sur la route du Chemin de Compostelle et est traversé par le 653 D[48]
- Camping du Lac des Iscles[49],
- Plan d'eau de 1,5 ha en bordure de la Durance. Aux portes du parc national des Écrins et du Parc naturel régional du Queyras.
- Hôtel[50].
- Chambres d'hôtes[51].
- Sur le territoire de la commune, de nombreuses sentes sont utilisées par des VTTistes en mode Freeride. Les sentes sont discrètement balisées d'un élégant marquage jaune et marron.

#### Commerces
- Commerces de proximité[52] :
  - Boulangerie la Galette de Vauban, la Huche A Pain à Eygliers.
  - Commerces et services de proximité à Guillestre et environs[53].
- Atelier de dessins et sérigraphie : Gueule de Nouille [54]

## Culture et patrimoine

### Lieux et monuments
- Église Saint-Antoine[55],[56],[57],[58],[59],[60],[61].
- Chapelle Saint-Jean-Baptiste dite chapelle des Combattants[62]
- Chapelle de Pénitents[63].
- Chapelle Notre-Dame puis Sainte-Marie-Madeleine[64].
- Chapelle Saint-Barthélémy[65].
- Chapelle Saint-Claude du Cros.
- Chapelle Saint-Guillaume d'Eygliers.
- Chapelle Saint-Claude du Cros d'Eygliers.
- Monument aux morts[66].
- Horloge publique, cadran solaire[67].
- Patrimoine architectural rural :
  - Fontaine[68].
  - Fournils[69],[70].
  - Celliers[71],[72].
  - Fontaine, lavoir[73].
- Le patrimoine géologique : la main du Titan et les gorges du Guil[74].
- Le sentier des marmottes et le socle de Montdauphin[75].

### Héraldique
| Blason de Eygliers | Blason  | De sinople au saint Guillaume d'argent nimbé d'or, ceinturé de sable et tenant de sa senestre un bâton de sable, accosté de deux moutons d'argent. |
| Blason de Eygliers | Détails | Le statut officiel du blason reste à déterminer.                                                                                                   |

### Personnalités liées à la commune
Saint Guillaume d'Eygliers († 1046), ou Guillaume de Calme, berger au monastère de Calme, étudia au monastère d'Oulx, puis à Avignon, devint prieur de la communauté de Notre-Dame de Calme ; célébré le 31 mars,.